# David van de Kop
David van de Kop, seit 1989 David Vandekop (geboren 3. November 1937 in Den Haag; gestorben 14. September 1994 in Dreischor in der Provinz Zeeland), war ein niederländischer Bildhauer.

## Leben
Davind van de Kop studierte von 1956 bis 1961 Bildhauerei, unter anderem bei Carel Visser an der Koninklijke Academie van Beeldende Kunsten in Den Haag, und setzte seine Studien von 1963 bis 1964 an der Akademie der bildenden Künste in Warschau fort. Von 1968 bis 1981 war Van de Kop Lehrer an der Königlichen Akademie für Kunst und Design in ’s-Hertogenbosch und von 1981 bis 1987 verantwortlich für die Bildhauerabteilung der postakademischen Einrichtung Jan van Eyck Academie in Maastricht.
David van de Kop starb am 14. September 1994 in seiner Heimatstadt Dreischor an den Folgen eines Herzinfarkts.

## Materialien und Stil
Van de Kop arbeitete wie sein Lehrer Carel Visser in seinen frühen Arbeiten hauptsächlich mit Stahl. Die Arbeit aus dieser Zeit kann hauptsächlich als konstruktivistisch bezeichnet werden. Er selbst nannte diese Werke „Rahmenbestimmungen“.
In den 1970er Jahren brach er mit seiner früheren konstruktivistischen Arbeit ab und arbeitete zunehmend mit Ton, aus dem er große Keramikskulpturen in leuchtenden Farben fertigte. Die große Plastizität von Ton gab ihm die Möglichkeit, spielerischer, intuitiver und organischer zu formen. Diese Arbeiten bestehen normalerweise aus mehreren Teilen, die nach dem Backen zu einem größeren Ganzen zusammengefügt wurden.
In späteren Jahren arbeitete Van de Kop mehr mit grob verarbeitetem Holz und stellte seine „Stapel“ aus verschiedenen Abfällen und Materialien her, die er auch farbenfroh anmalte. Davids Atelier war eine große Scheune in Dreischor. Hier hatte er Kontakt mit der Natur, dem Land, dem Meer, den Muscheln und der Sonne, alles Elemente, die er häufig sowohl in seinen Bildern als auch in seinen Aquarellen verwendete. Während seines Lebens führte Van de Kop ein Skizzentagebuch, in dem er alles aufzeichnete, was ihn bei seinen täglichen Spaziergängen in der Natur beeindruckte. Das sich ständig ändernde Licht, die Bewegung der Wellen und Wolken inspirierten ihn immer wieder, neue Formen zu schaffen.

## Bilder

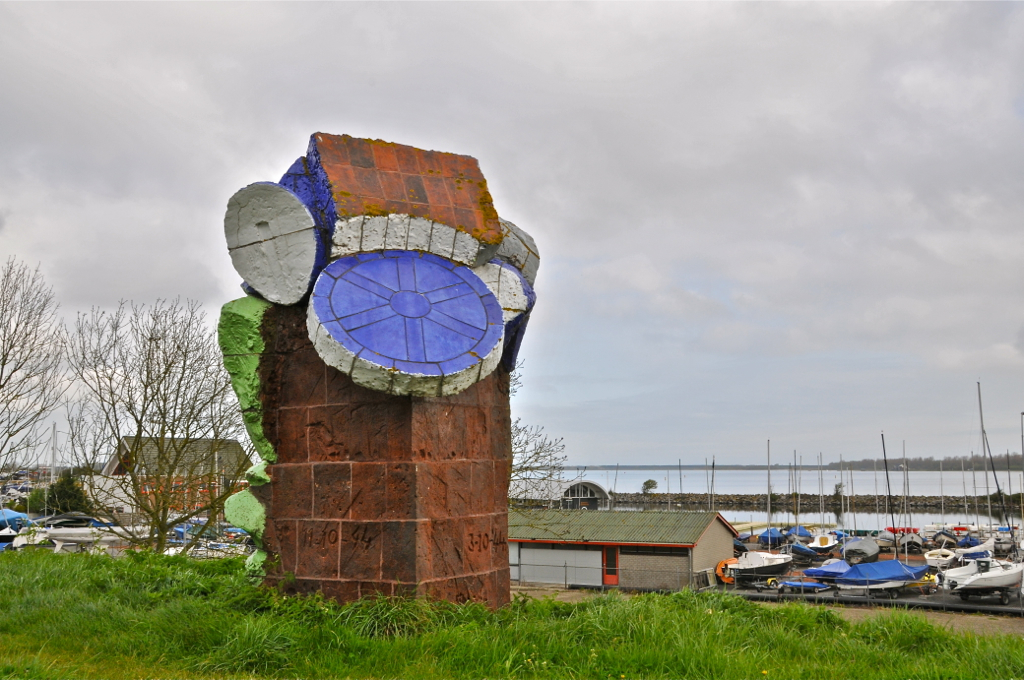
Überflutungsdenkmal Polredijk Veere
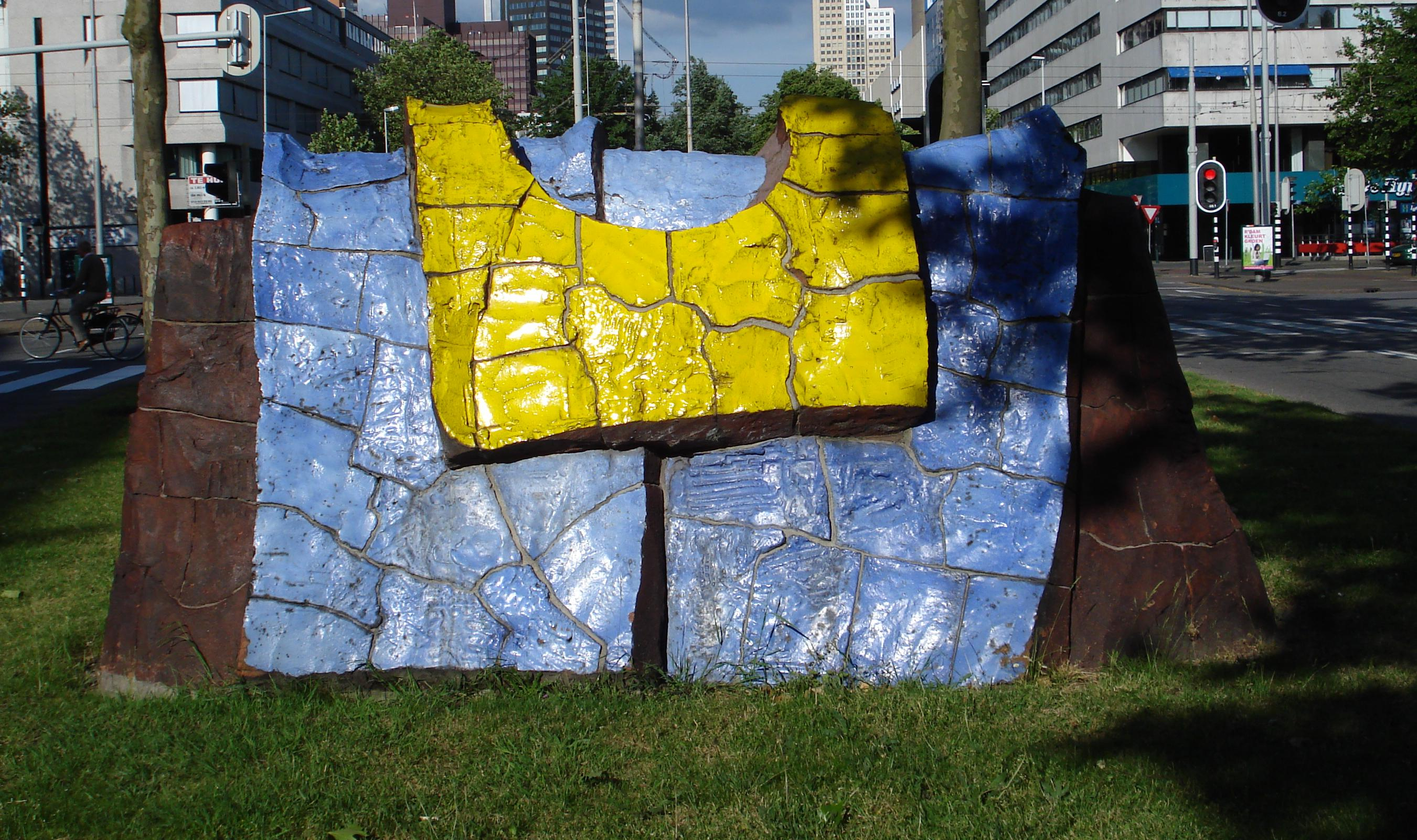
Rotterdam
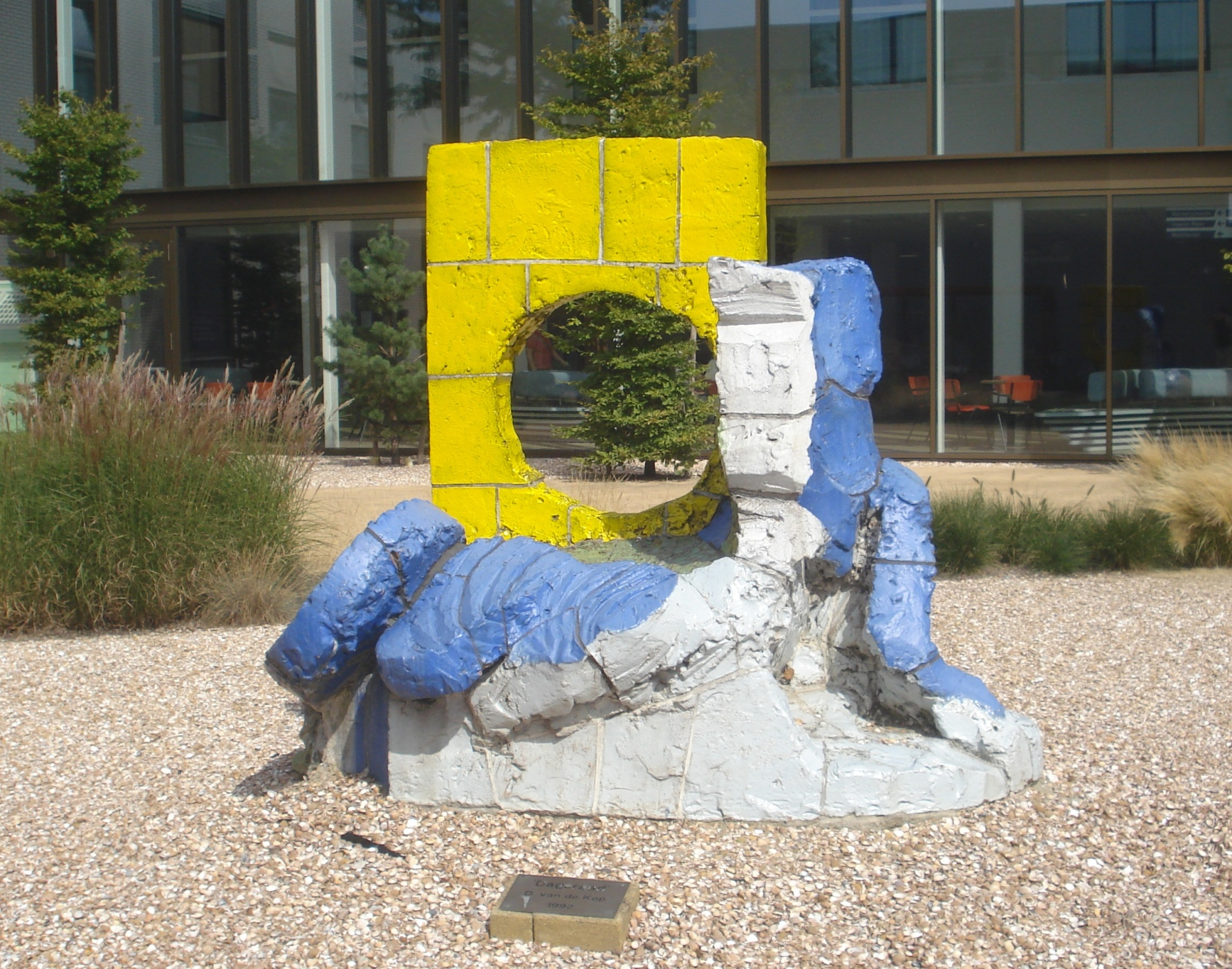
Vlissingen